# Восточная черноголовая муния
Восто́чная черноголо́вая му́ния (лат. Lonchura atricapilla) — птица семейства вьюрковых ткачиков отряда воробьинообразных. Ранее рассматривали как подвид черноголовой мунии (Lonchura malacca atricapilla). Ранее она была национальной птицей Филиппин (в настоящее время филиппинской национальной птицей является обезьяноед Pithecophaga jefferyi).

## Внешний вид
Длина тела 11-12 см. Основная окраска оперения коричневая. Голова чёрная, у некоторых подвидов также чёрный живот. Клюв короткий бледно-серый. Самка и самец окрашены одинаково.
У молодых птиц окраска оперения бледно-коричневая, на голове отсутствует чёрный цвет.

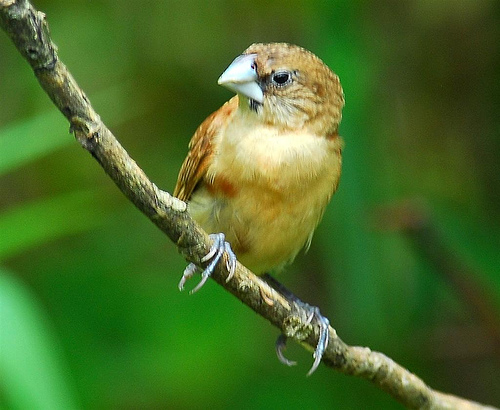
Молодая птица

## Распространение
Обитают в Бангладеш, Брунее, Камбодже, Китае, Индии, Индонезии, Лаосе, Малайзии, Мьянме, Непале, Сингапуре, Таиланде, Вьетнаме, на Филиппинах и Тайване.

## Образ жизни
Населяют открытые пространства и обрабатываемые земли. Основу питания составляют зерно и другие семена.

## Размножение
Гнездо, представляющее собой большую куполообразную конструкцию из травы, помещают в кустарниках или высокой траве. В кладке 4-7 белых яиц.